# Пругасти једрилац
Пругасти једрилац (лат. Iphiclides podalirius) палеарктичка је врста дневног лептира из породице једрилаца (лат. Papilionidae), који настањује баште, поља и отворене шуме. Први пут га је описао Лине, 1758. године.

## Опис
Пругасти једрилац је лептир бледожуто-беле боје. Дужина предњег крила креће се од 32-44 mm. Предња крила имају широки црни руб и на сваком је шест црних трака различите дужине, док задња крила имају две такве траке и широки црни руб с једним подручјем попут плавог месеца. Код летње генерације унутрашња црна трака задњих крила није двострука већ само једнострука, а осим тога нема ни смеђе међузоне која постоји међу тракама пролећне генерације. На унутрашњем рубу задњих крила налази се плава, према телу обрубљена наранџаста мрља.    

## Дистрибуција
Пругасти једрилац је широко распрострањен у целој Европи, осим на крајњем северу. Његова дистрибуција се протеже на север до Доње Лужице и централне Пољске, а на исток кроз Малу Азију и Кавказ, па све до Арабијског полуострва, Пакистан, Индију и западну Кину. Неколико лептира је забележено у на подручју централне Шветске и у Великој Британији, али се вероватно ради о залуталим јединкама. У Алпима се ова врста може наћи све до 1600 метара.
Присуство пругастог једрилца унутар плавне зоне реке Мораве у Словачкој се узима као добар показатељ очуваности ксеротермних травнатих површина са шумостепском вегетацијом, који није била под утицајем сече.

## Статус
Неких година пругасти једрилац зна да буде прилично честа врста. Како се крче површине са трњином, тако и бројност овог лептира у природи постепено опада. Лептир је сада законом заштићен у Чешкој, Словачкој, Немачкој, Мађарској, Луксембургу, Русије и Пољској. Иако према неким ауторима има статус угрожене врсте ,‍:46, није наведен као угрожен унутар црвене листе IUCN-а, нити у прилозима I и II CITES конвенције.

## Станишта и животни циклус
- Гусеница пругастог једрилца
- Лутка
- Одрасли лептир

Пругасти једрилац је полифагна врста лептира која се храни глоговима (Финска), белим глогом (Палеарктик), јабуком (Палеарктик), биљкама из рода Prunus (Финска, Палеарктик), кајсијом (Палеарктик, Шпанија), трешњом (Палеарктик, Шпанија) вињом, (Палеарктик, Русија), шљивом (Палеарктик), бадемом (Палеарктик, Шпанија), сремзом (Палеарктик), бресквом (Палеарктик), трњином (Палеарктической), крушком (Палеарктик) и јаребиком (Палеарктик). Гусенице уплећу мале јастучиће на листовима и чврсто из стежу. Новоизведена гусеница је тамна са две мање и две веће зеленкасте површине на дорзалној страни. Касније постају зеленкасте са жућкастим дорзалним и бочним линијама. Током лета лутке лептира су увек зелене, а након хибернације оне постају браон. Велики број лутки бива поједен од стране предатора током хибернације.
Примећено је да гусенице пругастог једрилца остављају трагове од свиле између места где одмарају и места где се хране. Ово се може приметити и код солитарних и код територијарних ларви, при чему гусенице могу да разликују своје трагове од трагова других јединки.
Студије на луткама пругастог једрилца у Шпанији указују да лутка може да поприми две боје, било зелену или браон у циљу камуфлаже. Зелена лутка се развија на биљци хранитељки и то директно, док се браон лутке развијају током хибернације међу опалим лишћем. Улуткане гусенице образују зелене лутке пре августа, а током августа формирају браон лутке. Изгледа да је трајање дужине фотопериода или светлог периода механизам који одређује пут развоја боје лутке. Добијени резултати указују да се зелене лутке развијају на биљци хранитељки како не би биле поједене од стране ситних сисара или птица, док се браон лутке развијају на опалом лишћу да би се пре свега избегао напад птица.

## Сезона лета
Северно од Алпа врста образује само једну генерацију годишње. На Балканском полуострву у нижим пределима образује две генерације, од краја марта, до почетка јуна, и од краја јуна до августа. У топлијим годинама образује и делимичну трећу генерацију, од краја августа до октобра.